# Ru (roman)
Ru est le premier roman de Kim Thúy, paru au Québec le 5 octobre 2009 aux éditions Libre Expression, en France le 5 janvier 2010 aux éditions Liana Levi, et dans dix-neuf autres pays. Il fut traduit dans 28 langues et vendu à plus de 540 000 exemplaires à travers le monde.
D'inspiration autobiographique, le roman relate l'arrivée au Québec d'une famille vietnamienne ayant fui la dictature communiste des années 1970.

## Résumé
Mobilisant des souvenirs de sa vie au Vietnam avant son arrivée au Québec, de la traversée en bateau qui l'y a menée, et de ses premières expériences de l'hiver et de la ville de Granby, la narratrice brosse le portrait de la diaspora vietnamienne-québécoise d'abord par le biais d'un récit d'accueil et de l'enfance, traversé par des figures d'enseignantes, de voisins et de camarades d'école. Elle fait ensuite le récit de ses études, de sa vie amoureuse et de l'arrivée de son enfant présentant un trouble du spectre de l'autisme.

## Les grands thèmes
Ru traite de l'expérience migratoire de Kim Thúy et de sa famille entre le Vietnam et le Québec, et de leur adaptation à leur culture d'adoption. L'auteure aborde le thème de l'exil comme une renaissance, la réalisation du « rêve américain».

## Procédés narratifs
Chaque partie de l'œuvre est liée par la reprise thématique : la fin de l'une est reprise par la première phrase de la suivante. Le ton emprunté à travers le roman varie du tragique au comique.

## Réception critique
En France, le roman reçoit le Grand prix RTL-Lire en mars 2010, décerné lors du salon du livre de Paris,.
Au Québec, le roman reçoit le prix du Gouverneur général en 2010 (catégorie « Romans et nouvelles de langue française »), le Grand prix du Salon du livre de Montréal en 2010 et le grand prix littéraire Archambault en 2011, alors que sa traduction anglaise est retenue dans la liste des cinq finalistes en 2012 au prix Giller pour le Canada. En 2016, le public élit le roman comme « incontournable » pour Radio-Canada Arts. En 2022, la revue L'Actualité cite le roman parmi ses « 25 romans qui ont défini le Québec ».

## Interdiction de publication au Viêt Nam
Ru n'a jamais été publié au Viêt Nam dû au sujet des boat-people qui est un sujet sensible dans le pays.

## Éditions
- Éditions Libre Expression, 2009, 152 p.  (ISBN 9782764804636)
- Éditions Liana Levi, 2010, 143 p.  (ISBN 9782867465321)

## Adaptations
Les droits d'adaptation au cinéma ont été acquis par un producteur québécois en 2011.
Après une première au Festival international du film de Toronto en septembre 2023, le film Ru sort en salle le 24 novembre 2023 au Québec mettant en vedette Chloé Djandji dans le rôle principal. Il est réalisé par Charles-Olivier Michaud et scénarisé par Jacques Davidts.